# Compilation (musique)
Pour les articles homonymes, voir Compilation.

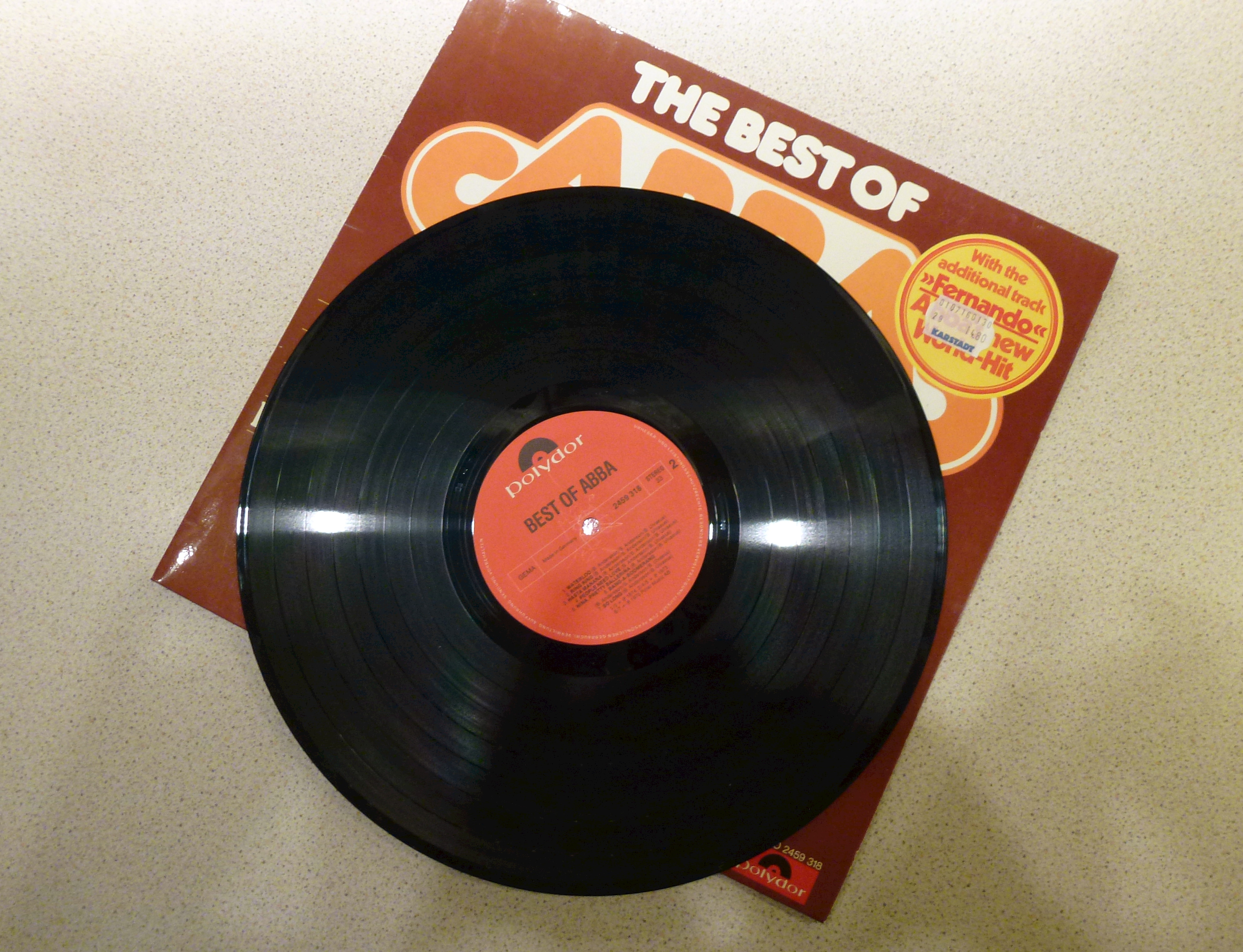
Compilation d'ABBA

En musique, une compilation — une « compil' » dans le langage familier — est un album ou une œuvre audiovisuelle regroupant plusieurs enregistrements (parfois mixés) possédant des caractéristiques communes.
Les compilations réunissant les plus grands succès d'un artiste sont souvent appelées par les termes anglophones de Greatest Hits (« plus grands succès ») ou Best of (« le meilleur de.. »).

## Types

### D'artistes différents
On trouve des compilations principalement consacrées à une période précise, telles que les volumes regroupant les hits principaux année par année, ou par décennie.
Un autre type de compilation peut être consacré à un genre bien précis (jazz, funk, disco, punk, new wave, rock progressif, etc.) ou à un instrument (violon, guitare, flûte, etc.).
Pour la critique musicale, une compilation n'apporte généralement rien d'original ou de nouveau à un artiste, car ce qui est présenté est déjà connu. Tout au plus, elle présente dans ses grandes lignes les étapes de la carrière d'un groupe, ou d'un artiste. En revanche, pour l'industrie du disque, c'est souvent l'occasion de faire encore plus de recettes sur des titres ou un artiste souvent connus. Une compilation ne débouche pas forcément sur un succès de celle-ci, car des échecs sont possibles. Pour la critique, si la compilation présente le plus souvent des succès d'un artiste, ou d'un groupe, elle néglige le plus souvent des titres aussi intéressants d'un album, et qui mériteraient d'êtres connus.

### D'un même groupe ou d'un même artiste
Ce type de compilations retrace dans la plupart des cas l'ensemble de la carrière d'un groupe ou d'un artiste (exemples : One des Beatles, Echoes de Pink Floyd, The Immaculate Collection de Madonna, etc.). Ce type de compilation reprend souvent les plus grands succès commerciaux ou encore les meilleurs extraits d'albums sans toutefois ne sélectionner que des anciens singles, quitte parfois à prendre des versions live (comme dans l'Anthology de Deep Purple).
Il s'agit parfois de l'enregistrement des œuvres complètes d'un compositeur ou d'un artiste classique ou contemporain (exemples : Mozart : L'Intégrale en 170 CD ou Beethoven - Intégrale (Coffret 86 CD)).
Il existe également des compilations dont le concept est totalement à l'opposé et dont le but est de sortir des « fonds de tiroirs » d'artistes connus parfois disparus, (appelés « out-takes ») ou bien des versions précédant la version finale de certains morceaux, pendant les sessions d'enregistrement d'un album précédemment sorti (The Beatles Anthology en trois volumes des Beatles ou The Complete Bitches Brew Sessions de Miles Davis en sont de bons exemples).

## Appellations fréquentes
- Best of : un best of (« le meilleur de… ») d'un artiste reprend l'essentiel de sa carrière, en se basant principalement sur les sorties en singles, sans toutefois s'y limiter, ou plusieurs titres peuvent être tirés d'albums ou de versions live, inédites, ou bien encore des hits créés spécialement pour favoriser les ventes à sa sortie ;

- Greatest Hits : le Greatest Hits (« plus grands succès ») lui reprend les no 1, Top-5, voire Top-10 d'un artiste durant sa carrière ou une période. Cela ne concerne que les sorties single ;

- Anthology : l'anthologie reprend les musiques des artistes de façon plus approfondie. Ça peut aller du simple Best of à une suite d'inédits, de lives « rares », ou parfois de EP live (Around and Around des Rolling Stones en bonus), etc.

D'autres appellations existent comme « Platinium collection » (« collection de platine ») ou oldies (« bon vieux morceaux »), rétrospective, etc.

## Exemples de compilations

### La Bourse des chansonsno1
En 1958, le journal Le Figaro et Pathé-Marconi produisent deux 33 tours de « La Bourse des chansons » compilant chacun 8 titres : 

#### Auteur: Les Compagnons de la chanson (Ensemble vocal)
|    | Titre                               | Auteur                       | Pays   |
| 1  | Cigarettes whisky et petites pépées | Annie Cordy                  | France |
| 2  | Sophia                              | Jo Privat                    | France |
| 3  | Arrivederci Roma                    | Tino Rossi                   | France |
| 4  | Tango des Pyrénées                  | Frédérica                    | France |
| 5  | Les amants d'un jour                | Édith Piaf                   | France |
| 6  | Day O                               | Les Compagnons de la chanson | France |
| 7  | Coquelicots polka                   | Annie Cordy                  | France |
| 8  | Buenas Noches Mi Amor               | Frédérica                    | France |
| 9  | Best Of                             | Chantal Goya                 | France |
| 10 | Le Soulier qui vole 95              | Chantal Goya                 | France |

#### Titre uniforme: [La chanson de Lima]
|   | Titre                          | Interprète      | Pays   |
| - | ------------------------------ | --------------- | ------ |
| 1 | Bambino                        | Georges Guétary | France |
| 2 | Tu n'as pas très bon caractère | Lucienne Delyle | France |
| 3 | Que Sera Sera                  | Line Renaud     | France |
| 4 | Le ranch de maria              | Georges Guétary | France |
| 5 | La chanson de Lima             | Mathé Altéry    | France |
| 6 | Quadrille au village           | André Claveau   | France |
| 7 | Les âmes fières                | John William    | France |
| 8 | Hop Digui-Di                   | Lucienne Delyle | France |